# Zgornja Orlica
Zgornja Orlica este o localitate din comuna Ribnica na Pohorju, Slovenia, cu o populație de 97 de locuitori.